# Транспорт Криму
Транспорт Криму складається з залізничного, морського, повітряного, автомобільного та громадського транспорту.

## Повітряний транспорт
У Криму є три аеропорти:
- Аеропорт «Заводське»
- Міжнародний аеропорт «Сімферополь»
- Міжнародний аеропорт «Бельбек» (Севастополь)

## Морський транспорт
| Україна | Це незавершена стаття про Україну. Ви можете допомогти проєкту, виправивши або дописавши її. |